# Сан-Паулу (линкор)
«Сан-Паулу» — Линкор типа «Минас Жерайс» ВМС Бразилии. Второй корабль серии.

## История строительства
После появления в Великобритании «Дредноута» министр военно-морского флота Бразилии адмирал Аленкар заключил соглашение с фирмой «Армстронг» на постройку двух линкоров по проекту 494А.
Вооружились новые линкоры двенадцатью 305-мм орудиями размещенными в шести двуорудийных башнях. Скорость линкора составляла 21 узел.
Банк Ротшильда, через который производилась оплата из строительство, сыграл важную роль в заключении контракта. Бразилии пришлось дать гарантии, что корабли не будут проданы враждебной Великобритании державе.
Линкор «Сан-Паулу» был заложен 30 апреля 1907 года. Строительство шло на верфи в Барроу до июня 1910 года. В сентябре-октябре совершил переход из Гринока в Рио-де-Жанейро. Появление столь мощных кораблей в Южной Америке спровоцировало «Южноамериканскую дредноутную гонку» в которую вступили Бразилия, Аргентина и Чили.

## Служба
В Нью-Йорке была проведена модернизация линкора: были установлены два 78-мм зенитных автомата, система управления огнём, сократили противоминную артиллерию.
В 1920 году линкор 4 раза пересёк Атлантический океан; 2 раза с королём Бельгии, который посетил Бразилию с официальным визитом.
4 ноября 1924 года на корабле вспыхнул мятеж. Флот не поддержал мятежников. В 10.30 линкор «Сан-Паулу» покинул гавань и отправился в Монтевидео. Уругвайское правительство вернуло корабль в Бразилию.
В 1935 году пышно отметили 25-летие линкора. За это время линкор прошел 81000 миль и сменил 25 командиров. Всю Вторую мировую войну из-за плохого технического состояния линкор «Сан-Паулу» провел в порту Ресифи.
Корабль исключён из состава флота 2 июля 1947 года. В августе 1951 продан на слом.
4 ноября 1951 года затонул при буксировке в северной Атлантике недалеко от Азорских островов. Перегоночная команда из восьми человек погибла вместе с кораблем.